# انت اوتول
انت اوتول (انگلیسی: Annette O'Toole; ۱ آوریل ۱۹۵۲) یک هنرپیشه اهل ایالات متحده آمریکا است. وی از سال ۱۹۶۷ میلادی تاکنون مشغول فعالیت بوده‌است.

## بخشی از فیلمشناسی

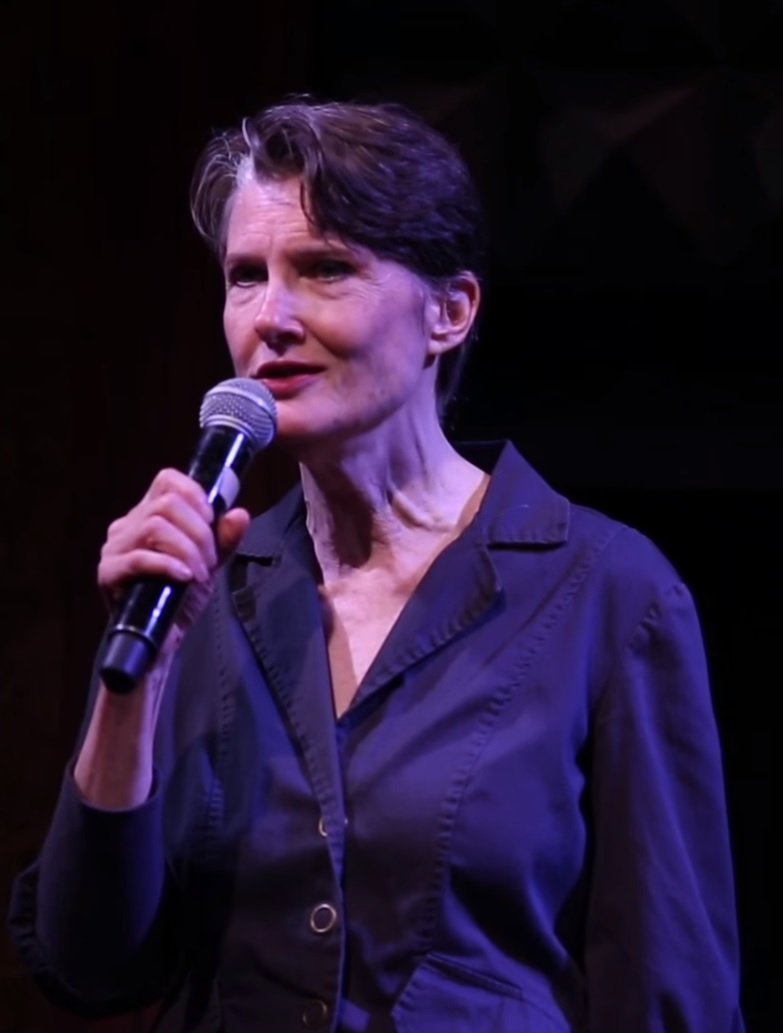

از فیلم‌ها یا برنامه‌های تلویزیونی که وی در آن نقش داشته‌است می‌توان به آثار زیر اشاره کرد.
- بزرگ‌مرد کوچک (فیلم ۱۹۷۰) (۱۹۷۰)
- لبخند (فیلم ۱۹۷۵) (۱۹۷۵)
- احمق در اطراف (۱۹۸۰)
- ۴۸ ساعت (۱۹۸۲)
- سوپرمن ۳ (۱۹۸۳)
- جنایات خیالی (۱۹۹۴)
- مرد را غرق کن (۲۰۱۹)
- ویرجینیایی (۱۹۷۰)
- دود اسلحه (۱۹۷۰)
- خانواده پارتریج (۱۹۷۱)
- هاوایی فایو-او (۱۹۷۱)
- پادشاه کولی‌ها (۱۹۷۸)
- آلفرد هیچکاک تقدیم می‌کند (مجموعه تلویزیونی ۱۹۸۵) (۱۹۸۵)
- آن (مینی‌سریال) (۱۹۹۰)
- خیال باطل (۱۹۹۵)
- سقوط کردن (۲۰۰۹)
- اسمالویل (۲۰۰۱–۲۰۱۱)
- به من دروغ بگو (۲۰۱۰)
- درمانگاه خصوصی (۲۰۱۱)
- آناتومی گری (مجموعه تلویزیونی) (۲۰۱۳)
- بتل کریک (مجموعه تلویزیونی) (۲۰۱۵)
- ۱۱٫۲۲٫۶۳ (۲۰۱۶)
- رفتار بی‌‌فایده و احمقانه (۲۰۱۸)
- پانیشر (مجموعه تلویزیونی) (۲۰۱۹)
- دکتر خوب (مجموعه تلویزیونی) (۲۰۲۰)
- شوخی کردن (۲۰۲۰)